# Sunnyside (Terranova y Labrador)
Sunnyside es un pueblo canadiense situado en la provincia de Terranova y Labrador.

## Superficie
Sunnyside tiene una superficie de 39,02 km².

## Demografía
En 2021, tenía 407 habitantes, una densidad poblacional de 10,4 hab./km², y 271 viviendas.